# Lavenone

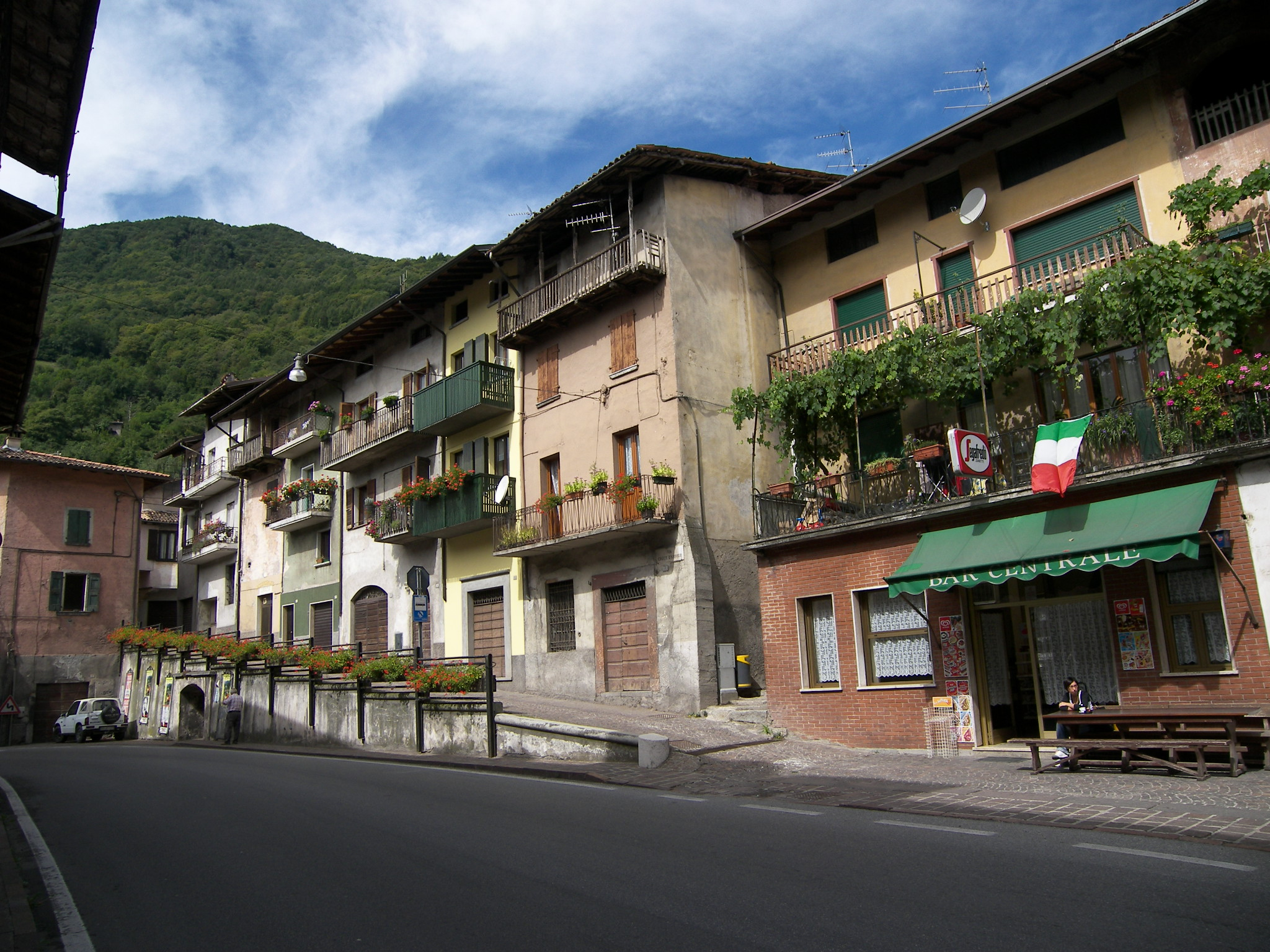
Lavenone

Lavenone ist eine norditalienische Gemeinde (comune) mit 496 Einwohnern (Stand 31. Dezember 2023) im Val Sabbia der Provinz Brescia in der Lombardei. Die Gemeinde liegt etwa 27,5 Kilometer nordnordöstlich von Brescia am Chiese im Valle Sabbia und gehört zur Comunità montana della Valle Sabbia. Etwa 1,5 Kilometer nordöstlich liegt der Idrosee.

## Geschichte
Lavenone ist eines der wenigen Dörfer der Gegend, die ohne den Schutz einer Burg frei zugänglich waren. An der Grenze zum Trentino war es seit Jahrhunderten den Grafen von Lodron unterstellt und musste die Militärgeschichte der Franzosen, Deutschen und Piemonteser ertragen. In früheren Zeiten war Laverone für seine Schmiedekunst bekannt, bis die Schmiede ins Ausland gingen, nach Venedig, Deutschland, Dänemark, Kroatien Mailand und Serbien. Im 18. Jahrhundert war der Ort einer der modernsten Stahlzentren der Provinz Brescia, bis am 15. September 1882 ein fürchterliches Hochwasser des Chiese alles zerstörte und jegliche Chance für einen Wiederaufbau nahm. Heute haben einige Unternehmen ihren Sitz in der Gemeinde, obwohl die meisten berufstätigen Einwohner in die größeren Orte in der Region pendeln.

## Politik
Bürgermeister der Gemeinde ist Claudio Zambelli, Lista Civica. Er wurde am 25. Mai 2014 wiedergewählt.

## Verkehr
Durch die Gemeinde führt die frühere Strada Statale 237 del Caffaro (heute die Provinzstraße SPBS 237) von Brescia nach Calavino.

## Sehenswürdigkeiten
Der Ort verfügt über zwei Sehenswürdigkeiten: Die Pfarrkirche San Bartolomeo (der Heilige ist auch Schutzpatron des Ortes) und das Santuario della Madonna delle Neve. Der Bau der heutigen Pfarrkirche wurde 1778 begonnen, die Einweihung fand jedoch erst am 6. September 1840 statt. Im Inneren findet man fünf Altäre aus der Vorgängerkirche, Werke der Holzschnitzer Giovanni Pialorsi und Girolamo Bonomi aus den Jahren 1634 bis 1660.
Die Brücke über den Abbioccolo im Osten der Ortslage ist römischen Ursprungs.